# Seksuele dimorfie

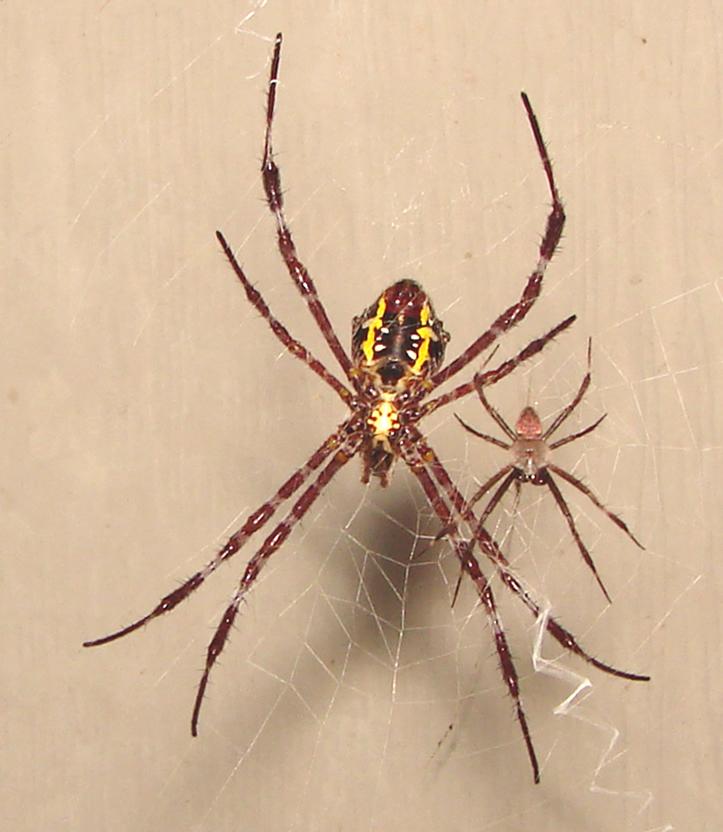
Mannetje (klein) en vrouwtje (groot) van de spin Argiope appensa.

Seksuele dimorfie (sexus = geslacht; di- = twee; morphē = vorm, gedaante) of geslachtsdimorfie is het verschil in uiterlijk tussen mannetjes en vrouwtjes bij dezelfde diersoort, waaronder de mens. Het betreft hier niet de geslachtsorganen zelf, maar andere morfologische verschillen in lichaamsvorm, lichaamsgrootte of lichaamskleur. Dimorfie kan ook optreden bij planten, zoals bij sommige varens.
Bij de meeste dieren verschillen mannetjes en vrouwtjes niet heel erg, maar bij sommige dieren is de seksuele dimorfie zo sterk dat lange tijd gedacht werd dat mannetjes en vrouwtjes tot verschillende soorten behoorden. Bij een aantal vissen en wormen werden de mannetjes lange tijd aangezien voor parasieten. 
Seksuele dimorfie  kan zich tonen in verschillende lichaamskenmerken:
- Grootte: mannetjes groter of juist kleiner dan vrouwtjes
Bij veel vogels en zoogdieren zijn de mannetjes groter dan de vrouwtjes (voorbeeld: gorilla).
Bij veel insecten, spinnen, padden en roofvogels zijn mannetjes kleiner (voorbeelden: havik, sperwer).
- Beharing: baardgroei bij de mens; manen bij de leeuw.
- Kleur: camouflagekleuren bij wijfjesvogels en jongen, bonte kleuren veren bij mannetjesvogels.
- Huid: het gewei van edelherten bij mannetjes krachtiger ontwikkeld.
- Tanden: slagtanden bij mannetjeszwijnen en -walrussen.
- Snavel: een opvallend verschil in snavelgrootte en -vorm bij de sekses van de uitgestorven Nieuw-Zeelandse huia.
- Vleugel: gereduceerde vleugels bij enkele vlindersoorten, zie de lijst van vlinders waarvan het wijfje niet kan vliegen.

Enige dieren, vooral vissen en eenden, tonen seksuele dimorfie alleen in de bronsttijd.
Seksuele dimorfie  is heel opvallend bij de fazant. De mannetjes zijn groter dan de vrouwtjes en hebben een opvallender verenkleed.

Deze opvallende tooi maakt ze wel erg kwetsbaar voor roofvijanden. Hun levensduur is dan ook slechts 10 maanden, oftewel de helft van het vrouwtje. Anderzijds leveren de mooie veren wel reproductiesucces op, want vele vrouwtjes kiezen zo'n mooie haan om mee te paren.
Ook bij kuddedieren als edelherten wordt het reproductieve succes bepaald door het aantal vruchtbare vrouwtjes waarmee het mannetje weet te paren. Zijn gewei is een voorbeeld van een seksueel dimorf wapen. Hiermee bevecht het mannetje zijn paringsconcurrentie. Op deze manier zijn de grootste en sterkste mannetjes het meest succesvol bij de reproductie en geven ze deze eigenschappen door aan de volgende generatie. Ook hier gaat dat ten koste van hun eigen levensduur.
Toegang tot de andere sekse is niet de enige reden voor het bestaan van seksuele dimorfie. Speciaal bij insecten zijn de vrouwtjes vaak groter dan de mannetjes. Hierdoor kunnen ze meer eieren dragen en leggen. Bij bijen en hommels zijn er zelfs verschillen tussen het fertiele vrouwtje (de koningin), de werksters (steriele vrouwelijke exemplaren) en de dar (het mannetje).
In sommige gevallen stelt seksuele dimorfie mannetjes en vrouwtjes in staat verschillende voedselbronnen te exploiteren. Op deze manier vergroten ze hun gezamenlijke opbrengst. Bijvoorbeeld bij sommige soorten spechten hebben de seksen snavels met verschillende lengte en vorm.
Ook bij de mens is het verschijnsel vastgesteld: Brits onderzoek over de periode 1900 tot 2022 in Biology Letters bevestigde dat mannen de afgelopen eeuw meer dan twee keer zo hard zijn gegroeid als vrouwen, niet alleen in lengte maar ook in gewicht door meer spiermassa. 

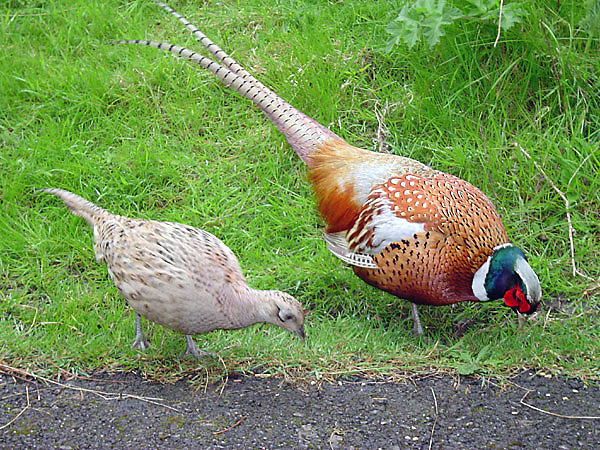
Vrouwtje (links) en mannetje van de fazant.
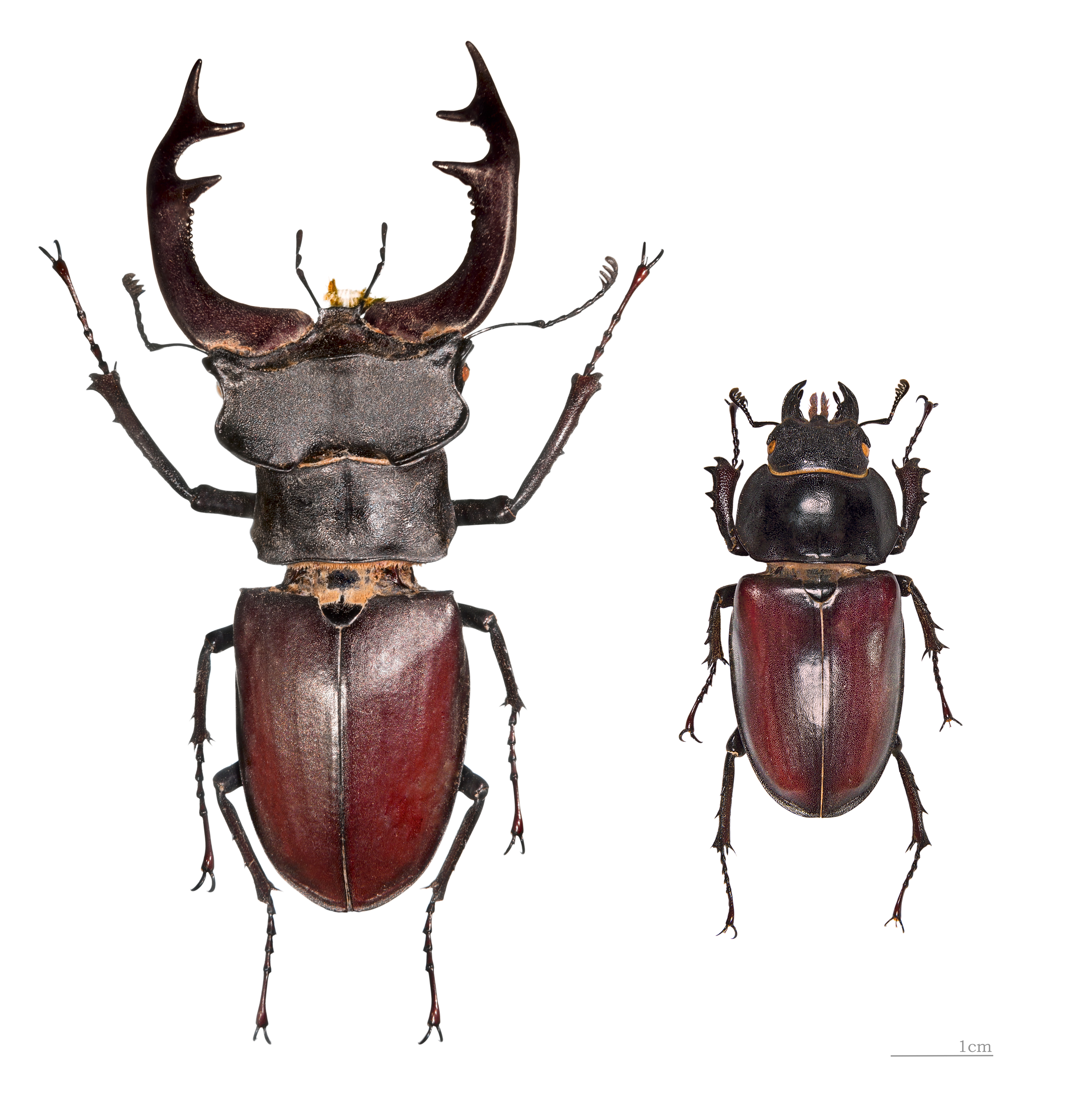
Vrouwtje (rechts) en mannetje van het vliegend hert
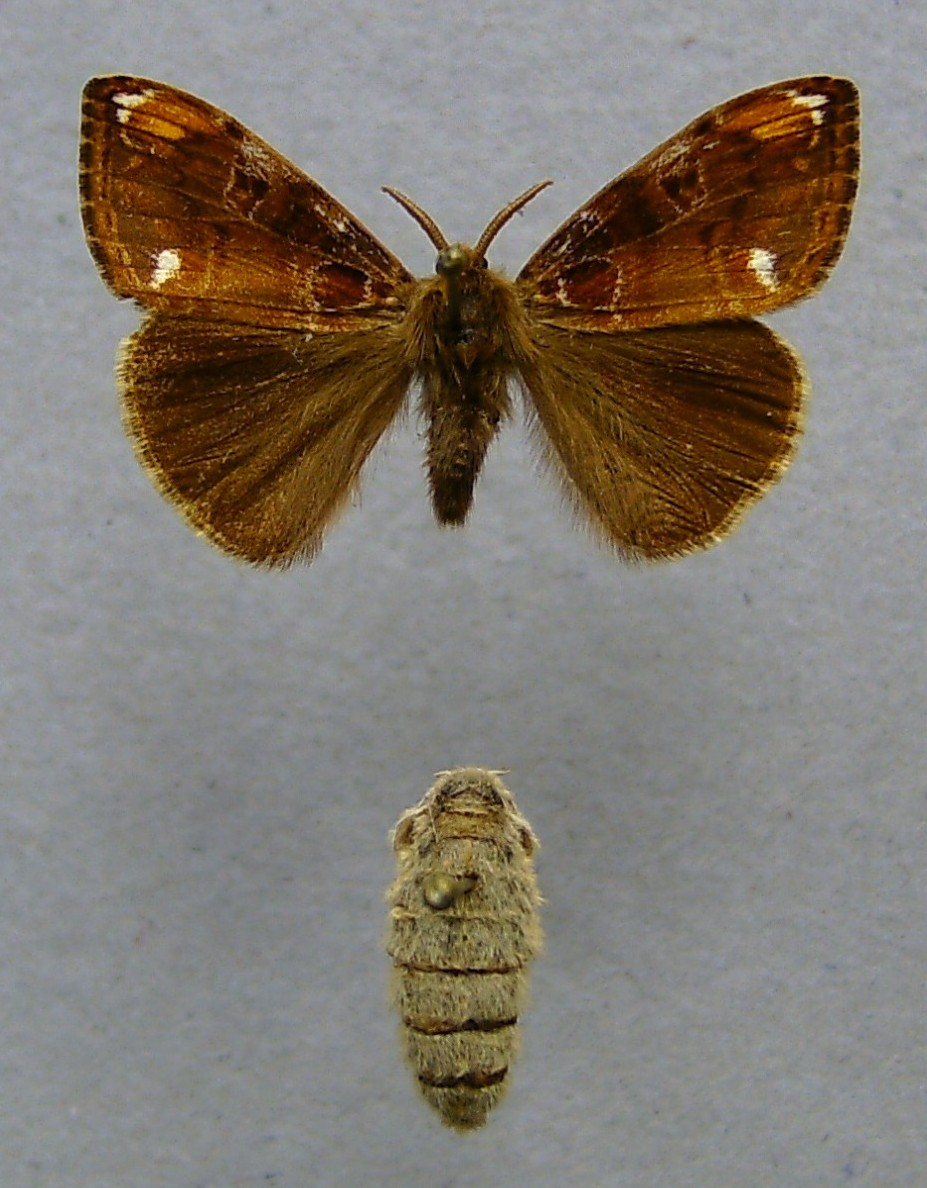
Mannetje (boven) en vrouwtje van de hoekstipvlinder (Orgyia recens)
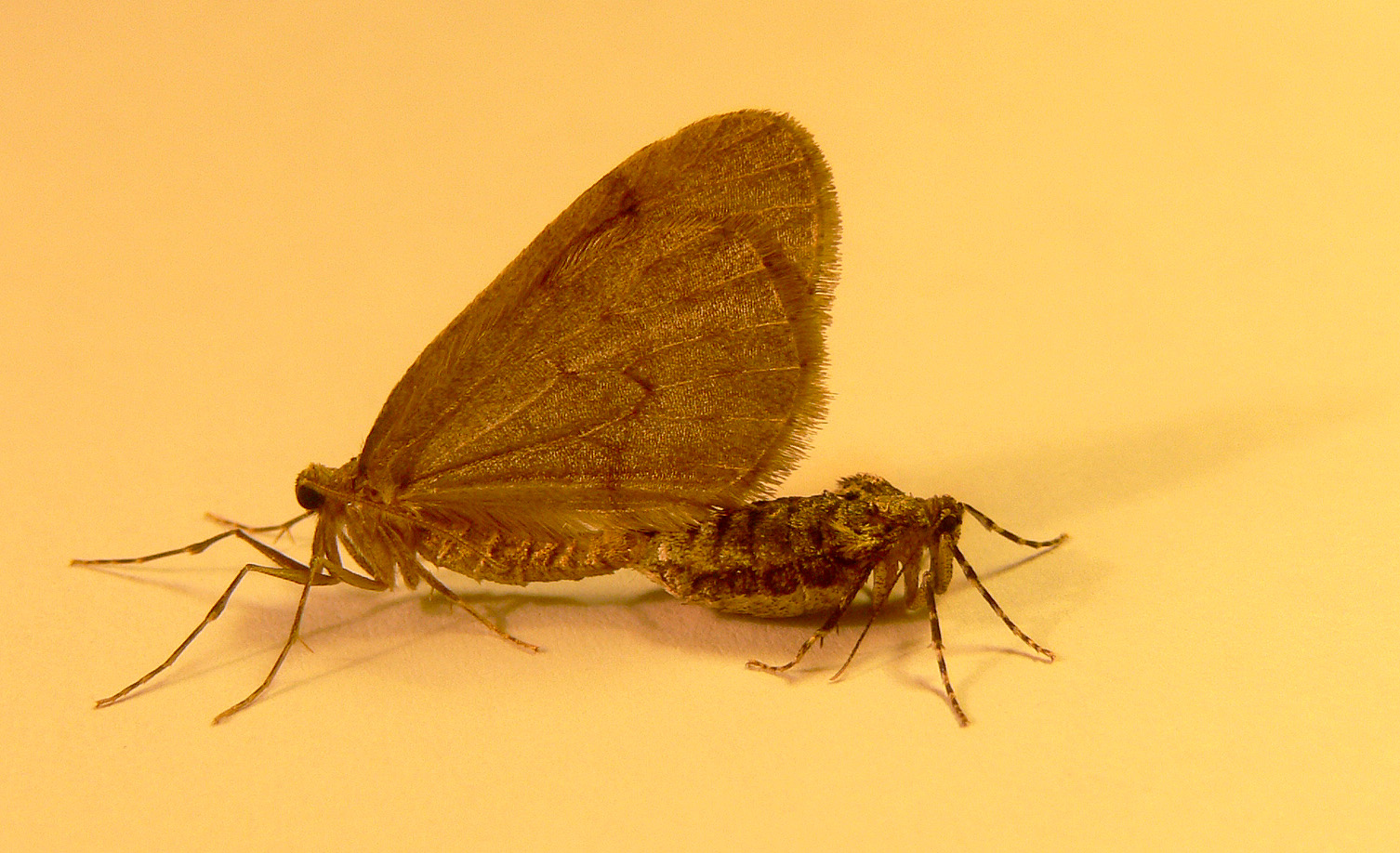
Vrouwtje (rechts) en mannetje van de kleine wintervlinder